# Technische Universität Cluj-Napoca

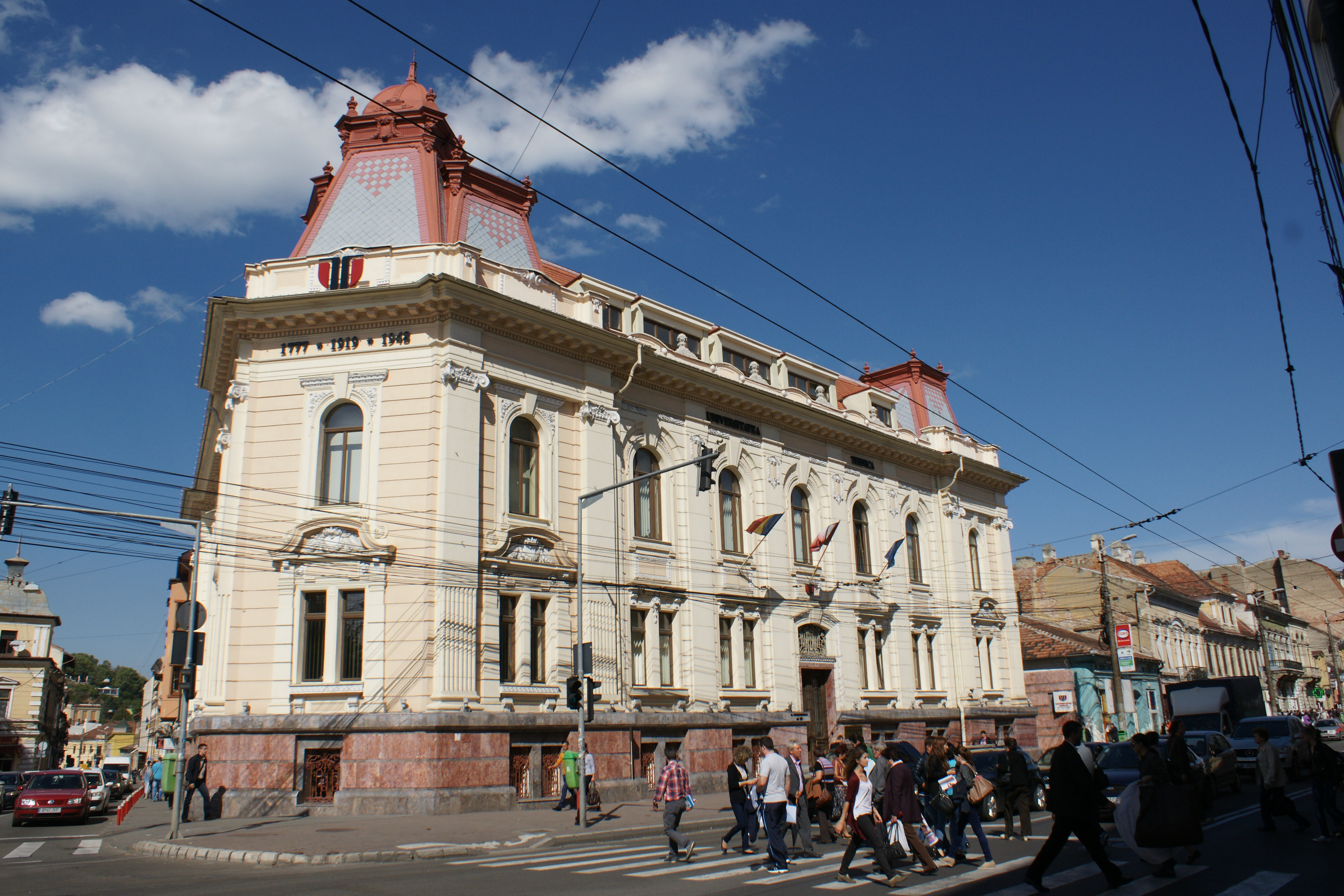
TU Cluj-Napoca: Hauptgebäude

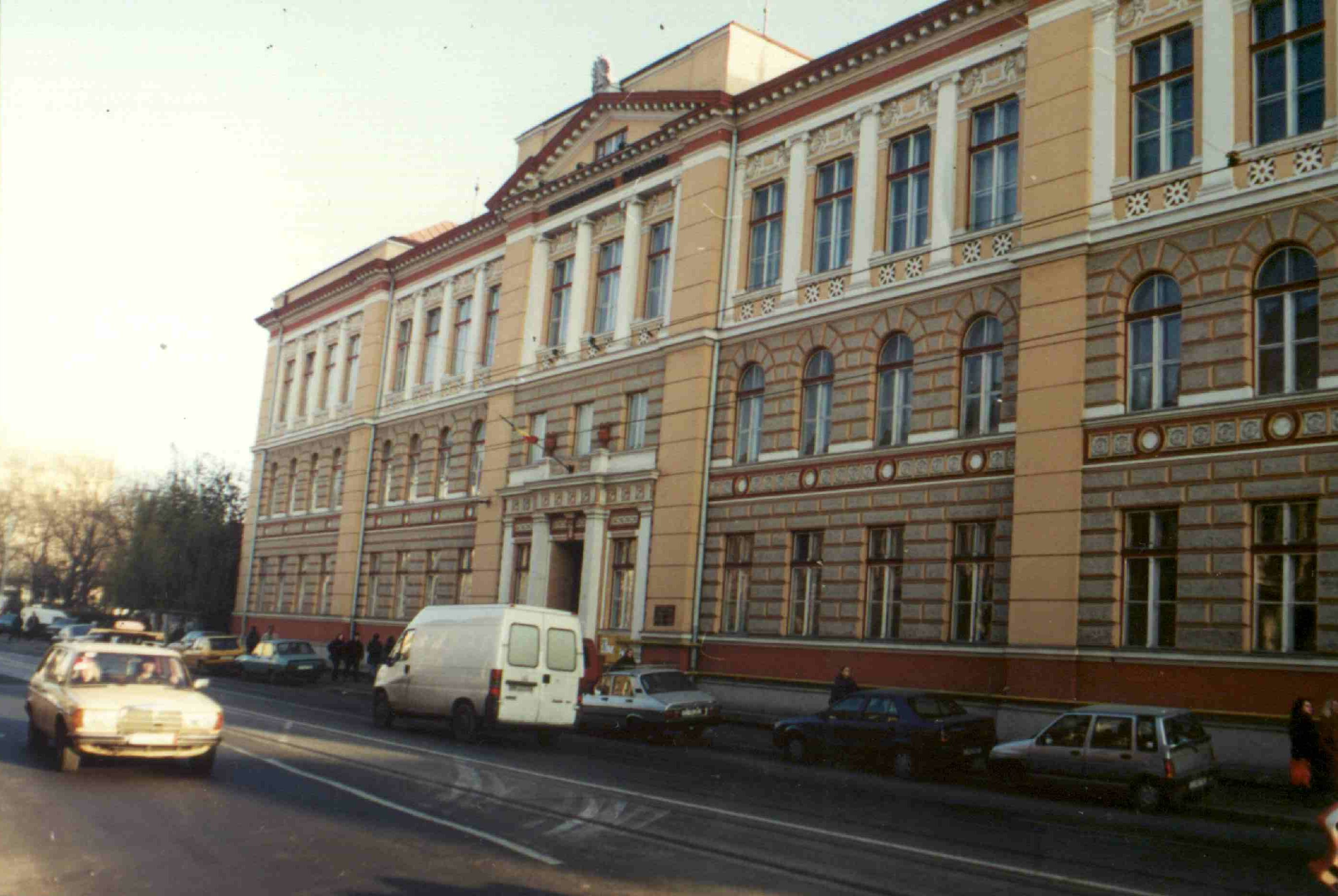
TU Cluj-Napoca: Gebäude der Fakultät für Bauingenieurwesen

Die Technische Universität Cluj-Napoca (auch: Technische Universität Klausenburg; rum. Universitatea Tehnicǎ din Cluj-Napoca) ist eine Technische Universität in Cluj-Napoca, der Hauptstadt des Kreises Cluj in Siebenbürgen in Rumänien.

## Überblick
Mit rund 21.000 Studierenden ist die Universität die zweitgrößte ihrer Art des Landes. Im Jahre 2010 wurde die Nord Universität Baia Mare eingegliedert. Nach einer Reform des rumänischen Hochschulwesens im Jahr 2011 gehört die TU Cluj-Napoca zu den nur elf rumänischen Hochschulen, an denen ein Doktorgrad erworben werden kann. Sie wurde im Rahmen einer Zertifizierung der Rumänischen Agentur für Qualitätssicherung in der Höheren Bildung „ARACIS“ außerdem als eine „Universität für wissenschaftliche Forschung“ eingestuft, was eine Voraussetzung für ein Antragsrecht im neu eingerichteten Forschungsfördersystem Rumäniens ist.
Es wird der deutschsprachige Studiengang „Industrielles Ingenieurwesen“ angeboten, der mit der Unterstützung der Universität Stuttgart und der finanziellen Förderung durch den Deutschen Akademischen Austauschdienst (DAAD) betrieben wird.
Im Jahre 2012 wurde die 1974 gegründete Centrul Universitar Nord din Baia Mare eingegliedert.

## Fakultäten
Es gibt 13 Fakultäten:
auf dem Campus Cluj:
- Fakultät für Architektur und Stadtplanung
- Fakultät für Automatisierungstechnik und Informatik
- Fakultät für Bauwesen
- Fakultät für Maschinenbau
- Fakultät für Elektronik Telekommunikation und Informationstechnik
- Fakultät für Material- und Umwelttechnik
- Fakultät für Elektrotechnik
- Fakultät für Gebäudetechnik
- Fakultät für Mechanik

Sowie auf dem Campus des Universitätszentrums Nord Baia Mare:
- Fakultät für Ingenieurwissenschaften
- Fakultät für Sprachwissenschaften
- Fakultät für Wissenschaften